# Zuidas
Zuidas (literalmente Eje Sur en neerlandés) es un gran distrito financiero en rápido crecimiento situado en la ciudad de Ámsterdam, Holanda. Zuidas también es conocido como la 'Milla Financiera'. Se sitúa entre los ríos Amstel y Schinkel, junto a la circunvalación A10. Las principales influencias en la construcción de Zuidas son La Défense en París y Canary Wharf en Londres. En tamaño se puede comparar con el Quartier Nord de Bruselas.
En el futuro la estación de trenes Ámsterdam Zuid, en el centro de esta zona, se convertirá en la segunda estación de Ámsterdam. Se espera que sea la quinta estación con más tráfico de Holanda, con conexiones al Aeropuerto de Ámsterdam-Schiphol, Róterdam, Amberes, Bruselas y París con trenes de alta velocidad, los Thalys. También conectará con la red de alta velocidad de Alemania, ICE, mediante Utrecht y Arnhem.
El trayecto de Zuidas al Aeropuerto de Schiphol dura unos ocho minutos. En el futuro se podría construir una línea de metro directa al aeropuerto. Un consorcio de empresas ha propuesto otra conexión de alta velocidad entre el Aeropuerto de Schiphol, Ámsterdam Zuid y la ciudad de Almere.
Zuidas ya tiene buenas conexiones por metro con otras zonas empresariales mediante la Línea Circular. Tras la construcción de la Línea Norte-Sur, Zuidas estará aún mejor conectado con el centro de la ciudad. El ayuntamiento no solo está estudiando ampliar el metro hasta el Aeropuerto de Schiphol, sino también mejorar la línea de metro/tranvía que para en Ámsterdam Zuid.
En esta zona tienen su sede grandes multinacionales como ING Group, ABN AMRO, y AkzoNobel. El World Trade Center Amsterdam se ha renovado y expandido recientemente.
Hay otro proyecto de soterrar la circunvalación A10), transformando toda la zona. Esto aumentaría en unos €2000 millones el coste del proyecto.

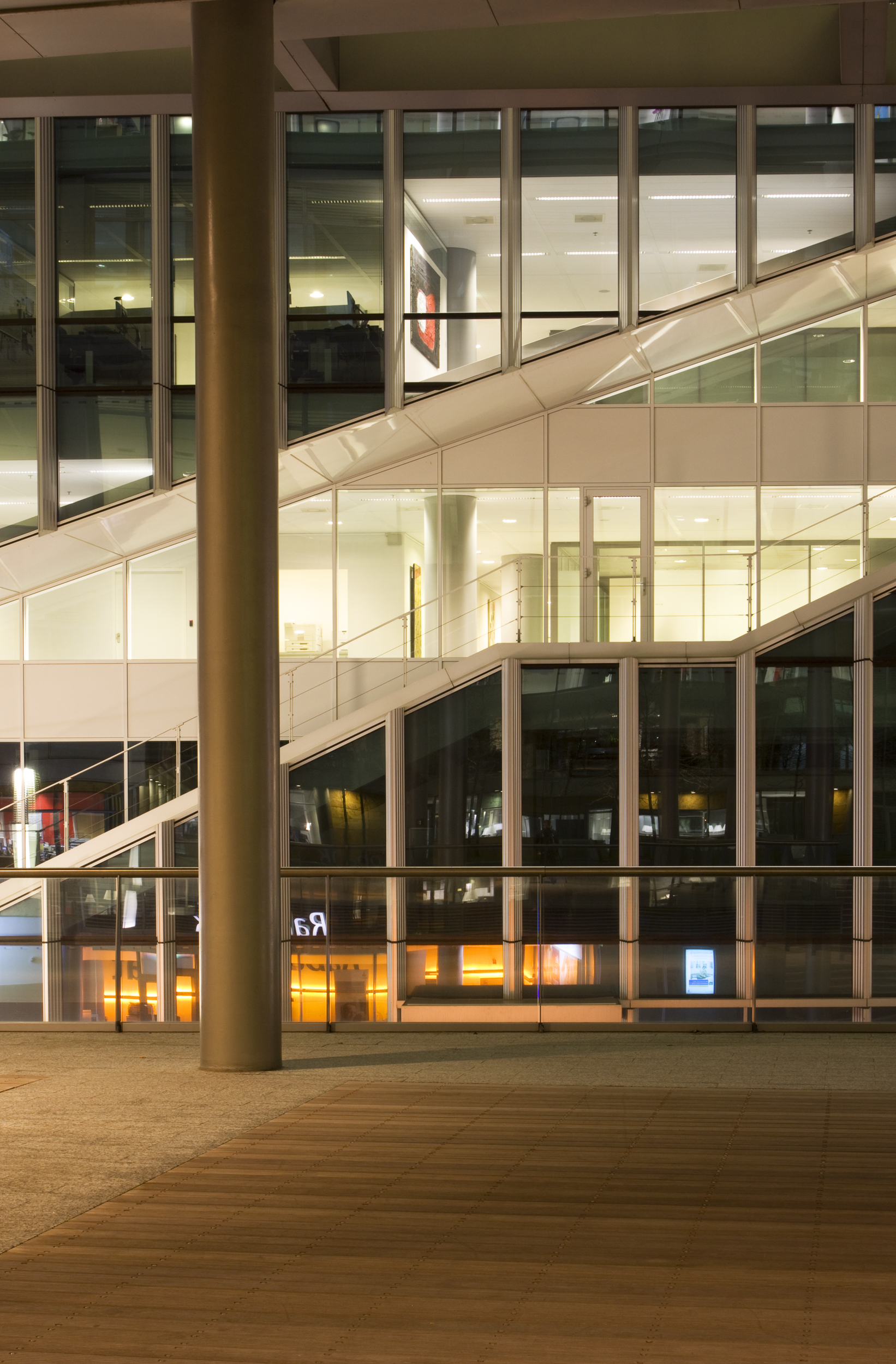
Zuidas contiene edificios postmodernos
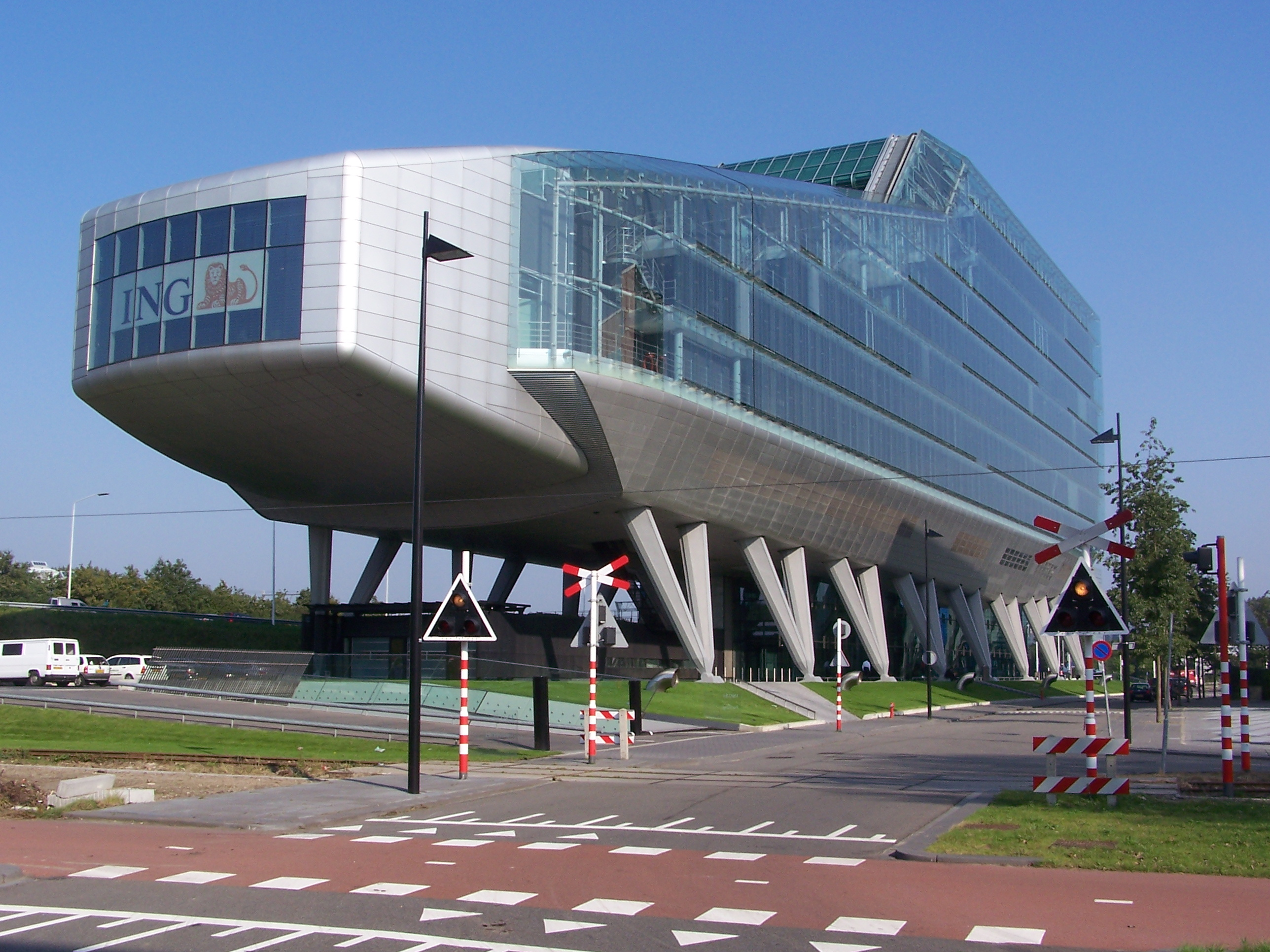
ING House, apodada El Zapato